# Madison County, Alabama
Madison County är ett administrativt område i delstaten Alabama, USA, med 334 811 invånare. Den administrativa huvudorten (county seat) är Huntsville. 

## Geografi
Enligt United States Census Bureau så har countyt en total area på 2 105 km². 2 084 km² av den arean är land och 21 km² är vatten.

### Angränsande countyn
- Lincoln County, Tennessee - nord
- Franklin County, Tennessee - nordöst
- Jackson County - öst
- Marshall County - sydöst
- Morgan County - sydväst
- Limestone County - väst